# Сиримбет (рудник)
Сиримбет (рудник) – проект гірничодобувного майданчику на півночі Казахстану в Айтирауському районі Північно-Казахстанської області. У випадку реалізації проекту він стане єдиним діяючим казахським та найбільшим в Центральній Азії родовищем олова у розробці.
Олов'яні прояви на території рудного поля Сиримбет виявили в 1985 році. В подальшому ресурси олова тут оцінили у понад 150 тисяч тон, а за іншими даними – навіть у 490 тисяч тон. Втім, лише наприкінці 2010-х вперше анонсували проект розробки, яким може зайнятись компанія «Tin One Mining» (контролюється групою громадян Казахстану). У відповідності до нього планувалось протягом 15 років отримати з Сиримбету 90 тисяч тон олова, для чого буде необхідно вилучати до 2,5 млн тон руди на рік. Побічними продуктами повинні бути кілька мільйонів тон флююоритового концентрату та незначний обсяг міді.
В 2019-му керівник Північно-Казахстанської області навіть оголосив про початок розкривних робіт, проте по факту станом на 2022-й будівництво ще не почалось і проект перебував на етапі громадських слухань. Того ж року «Tin One Mining» у своєму звіті повідомляла про необхідність перерахувати економіку проекту через подорожчання матеріалів та транспортних витрат.